# Profronde van Drenthe
Die Profonde van Drenthe (dt. Runde von Drente, offiziell seit 2022: Albert Achterhes Profronde van Drenthe, früher: Ronde van Drenthe) ist ein niederländisches Straßenradrennen für Männer in der Provinz Drenthe mit Ziel in Hoogeveen.
Das Eintagesrennen fand zum ersten Mal 1960 unter dem Namen Ronde van Drenthe statt. Aus dieser Veranstaltung entwickelten sich die Frauenrennen Drentse 8 und Ronde van Drenthe, die am Wochenende des Männerrennens ausgetragen werden.
Der Wettbewerb wird meistens jährlich Anfang April ausgetragen. Es führt durch die niederländische Provinz Drenthe. Ein Teil des Rennens führt über Kopfsteinpflaster, weswegen es auch Hel van het Noorden (dt. Hölle des Nordens) genannt wird. Dies verweist auf den regelmäßig einer Woche vorher ausgetragenen französischen Klassiker Paris–Roubaix, der auch L'Enfer du Nord (dt. Hölle des Nordens) genannt wird. Seit den 2010er Jahren ist vor dem Ziel mehrfach der Anstieg auf den VAM-Berg, teils mit Kopfsteinpflaster, zu bewältigen. Die Ronde konnte erst viermal von Ausländern gewonnen werden, darunter den Deutschen Markus Eichler und Marcel Sieberg. Seit 2005 zählt das Rennen zur UCI Europe Tour und ist in die UCI-Kategorie 1.1 eingestuft. 2018 wurde zum es 1.HC-Rennen hochgestuft.
2011 wurde die Ronde van Drenthe mit dem 2010 gegründeten Eintagesrennen Dwars door Drenthe zu einem Etappenrennen zusammengelegt. Beide Rennen gewann Kenny van Hummel und gewann so auch die Gesamtwertung. Die erste Austragung von Dwars door Drenthe gewann 2010 der Italiener Enrico Rossi.
2024 wurde die Runde wegen „steigender Kosten, zunehmender Regulierung und Sicherheitsproblemen“ von den Organisatoren abgesagt.

## Palmarès
- 1960  Jurre Dokter
- 1961  Cees de Jongh
- 1962  Bart Solaro
- 1963-1964 nicht ausgetragen
- 1965  Roel Hendriks
- 1966  Piet Tesselaar
- 1967  Leen de Groot
- 1968  Jan van Katwijk
- 1969  Ben Janbroers
- 1970  Popke Oosterhof
- 1971  Juul Bruessing
- 1972  Hennie Kuiper
- 1973  Gerrie van Gerwen
- 1974  Co Hoogendoorn
- 1975  Jimmy Kruunenburg
- 1976  Wil van Helvoirt
- 1977  Joop Ribbers
- 1978  Henk Mutsaars
- 1979  Wim de Waal
- 1980  Henk Mutsaars
- 1981  Ron Snijders
- 1982  Hans Baudoin
- 1983  Ron Snijders
- 1984  Anton van der Steen
- 1985  Henk Boeve
- 1986  Dick Dekker
- 1987  Richard Luppes
- 1988  Stephan Räckers
- 1989  Erik Knuvers
- 1990  Gerrad Kemper
- 1991  Allard Engels
- 1992  Paul Konings
- 1993  Allard Engels
- 1994  Anthony Theus
- 1995  Pascal Appeldoorn
- 1996  Karsten Kroon

| Jahr | Sieger               | Zweiter              | Dritter             |          |
| ---- | -------------------- | -------------------- | ------------------- | -------- |
| 1995 | Pascal Appeldoorn    | Niels van der Steen  | Steven de Jongh     |          |
| 1996 | Karsten Kroon        | Bennie Gosink        | Martin van Steen    |          |
| 1997 | Anthony Theus        | Martin van Steen     | Louis de Koning     |          |
| 1998 | Remco van der Ven    | Paul van Schalen     | Berry Hoedemakers   |          |
| 1999 | Jans Koerts          | Martin van Steen     | Rudie Kemna         |          |
| 2000 | Andy De Smet         | Berry Hoedemakers    | John den Braber     |          |
| 2002 | Rudie Kemna          | Andy De Smet         | Marc Vlijm          |          |
| 2003 | Rudie Kemna          | Eric Baumann         | Ralf Grabsch        |          |
| 2004 | Erik Dekker          | David McKenzie       | Simone Cadamuro     |          |
| 2005 | Marcel Sieberg       | Tom Veelers          | Jarosław Zarębski   |          |
| 2006 | Markus Eichler       | Floris Goesinnen     | Wouter Mol          |          |
| 2007 | Martijn Maaskant     | René Jørgensen       | Luca Solari         |          |
| 2008 | Coen Vermeltfoort    | Stefan van Dijk      | Fulco van Gulik     |          |
| 2009 | Maurizio Biondo      | Kenny van Hummel     | Grega Bole          |          |
| 2010 | Alberto Ongarato     | Andy Cappelle        | Michał Gołaś        |          |
| 2011 | Kenny van Hummel     | Sacha Modolo         | Adam Blythe         |          |
| 2012 | Bert-Jan Lindeman    | Guillaume Boivin     | René Jørgensen      |          |
| 2013 | Alexander Wetterhall | Markus Eichler       | Andreas Schillinger |          |
| 2014 | Kenny Dehaes         | Scott Thwaites       | Bert-Jan Lindeman   |          |
| 2015 | Edward Theuns        | Bert-Jan Lindeman    | Joey van Rhee       |          |
| 2016 | Jesper Asselman      | Mark McNally         | Dylan Groenewegen   |          |
| 2017 | Jan-Willem van Schip | Twan Castelijns      | Jasper De Buyst     |          |
| 2018 | František Sisr       | Dries De Bondt       | Preben Van Hecke    |          |
| 2019 | Pim Ligthart         | Robbert de Greef     | Nicola Bagioli      |          |
| 2020 | abgesagt             | abgesagt             | abgesagt            | abgesagt |
| 2021 | Rune Herregodts      | Andrea Pasqualon     | Dylan Groenewegen   |          |
| 2022 | Dries Van Gestel     | Barnabás Peák        | Hugo Hofstetter     |          |
| 2023 | Per Strand Hagenes   | Tobias Lund Andresen | Adam de Vos         |          |
| 2024 | abgesagt             | abgesagt             | abgesagt            | abgesagt |